# Fehn
Fehn kommer fra nederlandsk (Veen) og betyder mose. Fehn betegner de områder i det nordvestlige Tyskland og i Nederlandene, hvor moser er blevet tørlagte ved at anlægge kanaler og skære tørv. Moseområder er blevet kultiverede til landbrugsformål, og i begyndelsen anvendtes tørven som brændsel. I Tyskland indledtes dette arbejde i 1600-tallet og fortsatte helt ind i 1900-tallet.
Fehnområderne i Tyskland findes især i Østfrisland, omkring Bremen og i Emsland. Blandt de mere kendte moseområder, som er blevet kultiverede, kan nævnes Teufelsmoor, Grosses Moor, Papenburg, Boekzetelerfehn, Grossefehn og Wiesmoor.

## Historie
I forskellige perioder af menneskets historie er sumpede vandlidende områder blevet inddraget til bosætning og landbrug. I denne sammenhæng kan mange pælelandsbyer i søkanten i områder i Alperne under stenalderen og bronzealderen nævnes men også mosekolonier såsom dræning af Forum Romanum ved Cloaca Maxima i Rom - her var der tidligere en sump, hvori de døde blev begravet. Ligeledes det legendariske Lacus Curtius, en spalte i jorden, hvori Marcus Curtius kastede sig for at afværge en katastrofe for Rom, som var forudset af et orakel.
Indtil middelalderen blev moser kun brugt til landbrug i de perifere områder. Fra midten af det 18. århundrede begyndte tendensen til at kolonisere de tidligere ubrugte moser primært ved initiativer fra statens side i form af den såkaldte "peuplierung" for at opnå flere indtægter og uafhængighed af andre stater. Disse nye landbrug i moseområder blev fortrinsvis forestået af tjenestekarle og -piger, der blev motiverede med udsigten til privat ejerskab og fritagelse for skatter og militærtjeneste, men det havde dog vanskeligheder. Et tysk udtryk, der siger "Den Eersten sien Dod, den Tweeten sien Not, den Drütten sien Brod" (den første er død, den anden i nød og den tredje med brød), gjaldt sandsynligvis i alle moser.

## Fehnbebyggelser
Fehnkulturen kan betragtes som en form for intern kolonisering, fordi det har åbnet hidtil ubeboede og ubeboelige områder for en relativt intensiv bosætning. Den hænger sammen med kanalbyggeri og tørveudnyttelse og blev udviklet i Holland, hvor den ældste koloni er Oude Pekela grundlagt i 1599. Fraværet af de typiske navneelement veen/fehn deler de hollandske bebyggelser med Papenburg, den ældste og største tyske fehnkoloni, der blev grundlagt i 1630 i Emsland-distriktet, der har bevaret navnet på den tidligere nordlige grænseborg for bispedømmet Münster. På den anden side er for eksempel Hatzumerfehn (Gemeinde Jemgum) og flere hollandske byer med den betegnende ord "veen" (fx Aarlanderveen, Waddinxveen) ikke fehnbebyggelser i den ovenfor beskrevne forstand, hvilket allerede følger af, at navnene forekom allerede før indførelsen af faktiske fehnkultur. I Holland blev fehnområder ofte reducerede, da den sene middelalder uden at overveje risikoen for oversvømmelser, som sammen med de mange stormfloder førte til fremkomsten af mange søer. I de østlige provinser, nemlig Groningen, Drenthe og Overijssel startede man i det 16. århundrede at systematisk udgrave tørv i de tilstedeværende højmose. Først blev en kanal eller "wijk" gravet, senere kom sekundære kanaler eller "dwarswijken" til.
Den "ideelle" fehnbebyggelse er i Nederlandene som i Tyskland, med en eller flere i moseområder anlagte, oprindeligt sejlbare kanaler, hvor bebyggelsen ligger som perler på en snor. Fehnkanalen ved Hauptwieke tjente foruden til dræning af marsken også til borttransport af tørven med skibe og til transport af byggematerialer, gødning med mere. Fra "hauptwieke" (hovedkanalen" udgik ofte stadig side- og bi-kanaler, kaldet "inwieken" og "achterwieken". På begge sider af kanalerne byggede bosætterne deres enkle, ensartet byggede huse. De ofte mere end kilometerlange bebyggelsesrækker var ikke ens udformede trods af deres ensartethed. Desuden blev foruden rigtige fehnbebyggelser også mosebosættelser benævnt med de grundlæggende ord fehn skønt de mangler den for disse så typiske kanal. Den nyeste sådanne er Hinrichsfehn, som først blev grundlagt efter 1945.
Sin største udbredelse har denne kun i et relativt lille område i det nordvestlige Tyskland og navneelementet fehn (intetkøn) i Østfrisland (i det tidligere administrative distrikt Aurich). Desuden forekommer fehn også i tilstødende områder, som i distrikterne Ammerland (Augustfehn, Friedrichsfehn, Petersfehn - hvor som et særtræk i de to sidstnævnte områder der aldrig blev bygget den typiske centrale fehnkanal), Cloppenburg (Elisabethfehn, Kamperfehn, Kartzfehn), Emsland (Fehndorf, Wittefehn) og Oldenburg (Moslesfehn). Dermed er også i hele det tysksprogede område fordelingen af denne navnetype, som ideelt også henviser til en bebyggelsesform, beskrevet. Som appellativum er det i nedertysk ikke længere i brug bortset fra den regionale sproglige betegnelse for en bestemt bosættelse (således: "bi os up't Fehn").
Levevilkårene for de første bosættere (fehntjer) var alle beskedne. Som bolig tjente oprindeligt kun primitive hytter lavet af tørv og forsyningen med fødevarer var begrænset til nogle få bestanddele. Men efter, at den første trange tid var forbi, forstod beboerne at udvide deres økonomiske grundlag, og fehnbebyggelsen oplevede i de følgende år en markant opsving. Udtrykket "Den Ersten sien Doad, den Tweten sien Not, den Dridden sien Broad" stammer fra denne tid. Mange fehntjer fandt i nymoderne tid andre indtægtskilder, for eksempel indenfor skibsfart.

## Mosekolonier

### Emsland
Adskillige bebyggelser blev oprettede i året 1788:
1. Adorf, 1775 (Gem. Twist)
2. Alte Picardie, 1647 (Gem. Osterwald)
3. Altenberge (Haren), am 29. August 1810 gegründet
4. Breddenberg, 1788
5. Fehndorf, 1912 gegründet
6. Füchtenfeld, (Gem. Wietmarschen)
7. Gehlenberg, 1788 (Gem. Friesoythe)
8. Hebelermeer, 1788 (Gem. Twist)
9. Hesepertwist, 1784 (Gem. Twist)
10. Lindloh (Haren), 1788
11. Neubörger, 1788
12. Neulehe, 1788
13. Neudersum, 1788 (Gem. Dersum)
14. Neudörpen, 1788 (Gem. Dörpen)
15. Neue Picardie, 1725, später in Georgsdorf umbenannt
16. Neurhede, 1788 (Gem. Rhede)
17. Neuringe, (Gem. Twist)
18. Neusustrum, 1788 (Gem. Sustrum)
19. Neuversen, 1788 (Gem. Meppen)
20. Neuvrees, 1788 (Gem. Friesoythe)
21. Papenburg, 1631
22. Rühlermoor/Rühlerfeld, (Gem. Twist)
23. Rühlertwist, 1788 (Gem. Twist)
24. Rütenbrock, 1788
25. Schöninghsdorf, 1875, (Gem. Twist)
26. Schwartenberg (Haren), 1788
27. Schwartenpohl, 1764 (Gem. Wietmarschen)
28. Wietmarscher-Twist, (Gem. Wietmarschen)

### Ammerland
1. Augustfehn (Gem. Apen)
2. Friedrichsfehn (Gem. Edewecht)
3. Kleefeld (Gem. Edewecht)
4. Süddorf (Gem. Edewecht)
5. Hogenset (Gem. Edewecht)
6. Husbäke (Gem. Edewecht)
7. Jeddeloh II (Gem. Edewecht)
8. Mosleshöhe (Gem. Edewecht)[3]
9. Wittenriede (Gem. Edewecht)
10. Petersfehn I (Gem. Bad Zwischenahn)
11. Petersfehn II (Gem. Bad Zwischenahn)
12. Karlshof (Stadt Westerstede)

### Cloppenburg
1. Ahrensdorf
2. Benthullen
3. Edewechterdamm
4. Elisabethfehn
5. Glaßdorf[4]
6. Heinfelde
7. Hülsberg
8. Kamperfehn
9. Kartzfehn
10. Ostland
11. Overlahe

### Oldenburg (Landkreis)
1. Harbern I (Gem. Wardenburg)
2. Harbern II (Gem. Wardenburg)
3. Moslesfehn (Gem. Wardenburg)[3]

### Ostfriesland
I Ostfriesland findes følgende kolonier (med angivelse af oprettelsesdatoer og -navne):
1. Bargerfehn 1772 (Gem. Uplengen)
2. Beningafehn 1772: Familie Lantzius-Beninga (Samtgemeinde Hesel)
3. Berumerfehn 1794 (Gem. Großheide)
4. Boekzetelerfehn 1647 (Gem. Moormerland)
5. Brückenfehn 1772 (Gem. Uplengen)
6. Busboomsfehn 1772: Familie Busboom (Samtgemeinde Jümme)
7. Büschersfehn 1772: Familie Büscher (Gem. Moormerland)
8. Großefehn 1633 (selvstændig Gem.)
9. Hatzumerfehn (Gem. Jemgum, keine "Fehnsiedlung")
10. Hinrichsfehn; nach 1945: Jan Hinrichs (Stadt Wiesmoor)
11. Holterfehn 1820 (Gem. Ostrhauderfehn)
12. Hüllenerfehn 1639 (Gem. Ihlow)
13. Idafehn 1893: Großherzogin Ida von Oldenburg (Gem. Ostrhauderfehn)
14. Ihlowerfehn 1780 (Gem. Ihlow)
15. Jheringsfehn 1660: Sebastian Ihering (Gem. Moormerland)
16. Klosterfehn 1876 (Gem. Rhauderfehn)
17. Lammertsfehn 1772/1773: Familienname Lammert(s) (Samtgemeinde Jümme)
18. Lübbertsfehn 1637: Lübbert Cornelius (Gem. Ihlow)
19. Lütjensfehn ? (Samtgem. Holtriem)
20. Meinersfehn 1773: Familienname Meiner(ts) (Gem. Uplengen)
21. Mittegroßefehn (Gem. Großefehn)
22. Neuefehn 1660 (Samtgem. Hesel)
23. Neukamperfehn 1972: durch Umbenennung (Samtgem. Hesel)
24. Nordgeorgsfehn 1829: Georg IV. von Hannover (Gem. Uplengen)
25. Oltmannsfehn 1813: Oltmann Leenderts (Gem. Uplengen)
26. Ostgroßefehn (Gem. Großefehn)
27. Ostrhauderfehn 1769 (selbständ. Gem.)
28. Priemelsfehn ca. 1895: Robert Priemel (Gem. Friedeburg)
29. Rammsfehn 1929/1930: Staatssekretär Ramm (Stadt Wiesmoor)
30. Rhauderfehn 1769 (selbständ. Gem.)
31. Spetzerfehn 1746 (Gem. Großefehn)
32. Steenfelderfehn 1780/1790 (Gem. Westoverledingen)
33. Stiekelkamperfehn 1660 (Samtgem. Hesel)
34. Südgeorgsfehn 1829: Georg IV. von Hannover (Gem. Uplengen)
35. Veenhusen (Gem. Moormerland)
36. Völlenerfehn 1649? (Gem. Westoverledingen)
37. Völlenerkönigsfehn 1800 (Gem. Westoverledingen)
38. Voßbarg 1787 (Stadt Wiesmoor)
39. Wagnersfehn 1771: J. G. Wagner (Samtgem. Esens)
40. Warsingsfehn 1736: Dr. Gerhard Warsing (Gem. Moormerland)
41. Westgroßefehn (Gem. Großefehn)
42. Westrhauderfehn (Gem. Rhauderfehn)
43. Wiesederfehn 1797 (Stadt Wiesmoor)
44. Wilhelmsfehn 1878/1879: Kaiser Wilhelm I. (Stadt Wiesmoor)
45. Zinskenfehn 1772: Rufname Zinske? (Gem. Uplengen)

Mange stednavne er dog som følge af navneændring glemt eller ude af brug i dag:
- Apennärsfehn (= Neufirrel, Gem. Uplengen)
- Aurich-Oldendorfer Fehn (= nördl. Teil von Ostgroßefehn, Gem. Großefehn)
- Bietzerfehn (= Neufirrel, Gem. Uplengen)
- Coldeborgerfehn (= Balkhaus, Gem. Jemgum)
- Falkenfehn (wohl bei Falkenhütten, Gem. Ihlow)
- Fiebings-Fehn (= Fiebing, Gem. Großefehn)
- Jobusfehn (= Neuefehn, Samtgem. Hesel)
- Hagerfehn (= südwestl. Teil von Berumerfehn)
- Hooksterfehn (= Jheringsfehn, Gem. Moormerland)
- Horstenfehn (= Südermoor, Samtgem. Hesel)
- Königsfehn (= Grävenburg, Gem. Westoverledingen)
- Lehmhüttenfehn (= Hinrichsfehn, Stadt Wiesmoor)
- Louwermanns Vehn (= Beningafehn, Samtgem. Hesel)
- Mitlingerfehn (= nördl. Teil von Völlenerfehn, Gem. Westoverledingen)
- Neues Timmeler Fehn (= Neuefehn, Samtgem. Hesel)
- Norderfehn (= Berumerfehn, Gem. Großheide)
- Ostersander Vehn (= Lübbertsfehn, Gem. Großefehn)
- Poggenfehn (bei Müggenkrug, Stadt/Lkr. Wittmund)
- Pottsvehn (= Hüllenerfehn, Gem. Ihlow)
- Rauder-Oster-Fehn (Gem. Ostrhauderfehn)
- Rauder-Wester-Fehn (= Westrhauderfehn, Gem. Rhauderfehn)
- Rorichmohrmervehn (= Warsingsfehn, Gem. Moormerland)
- Timmeler Großes Fehn (= Großefehn, Gem. Großefehn)
- Westersander Vehn (= Hüllenerfehn)

Værd at nævne er også "uofficielle" navne som Tuitjersfehn på Boen, Samtgem. Bunde. (B. E. Siebs: Das Rheiderland, Kiel 1930:27), Busemannsfehn på en del af Warsingsfehnpolder (Gem. Moormerland), hvor familien Busemann havde besiddelser.

### Hertugdømmernne Slesvig og Holsten
Koloniseringen af de "jyske heder" var allerede blevet prøvet i lille målestok i den første halvdel af det 18. århundrede tre gange. En fjerde gang begyndte i 1759, men blev af mindre omfang: fra oprindeligt planlagt 4.000 bosættelsessteder blev kun 600 gennemført og kun 500 forblev permanente [6]. Den danske kong Frederik V og hans kansler grev Johann Hartwig Ernst von Bernstorff havde forsøgt at rekruttere bosættere fra det sydlige Tyskland, der kunne udtøre og opdyrke hede og mose i Gottorp Amt og i Flensborg Amt og dermed forøge kronens indtægter. Kolonisterne blev stillet i udsigt at få et hus med den nødvendige indbo og penge, men da de fleste af kolonisterne ankom fra Pfalz, Baden, Württemberg og Hessen, fandt de ingenting. Mange rejste på trods af forbuddet straks igen. De andre opdagede hurtigt, at jorden ikke var egnet til at blive dyrket i større omfang og gav alt for lidt udbytte til, at deres indkomst kunne forsørge en familie. Desuden fik de ikke stillet gødning til rådighed. Husene var de sædvanlige i Sønderjylland og Holsten åbent ildsted, hvoraf de første ikke blev færdige førend 1761, ikke var i overensstemmelse med ønskerne fra de nye bosættere, som var vante til pejse af mursten. For at holde i det mindste nogle af bosætterne, tillod regeringen at installere skorstene.
De oprettede bebyggelser var ofte opkaldte efter kongen som Frederiksholm (Friedrichsholm) og Friedrichsau eller efter hans søn (Prinsemose  (Prinzenmoor), Christiansholm), men nogle gange også blot Ny Børm (Neuborm) i Hollingsted Sogn, Vesterskel (Westscheide) i Havetoft Sogn eller Hanved Koloni (Kolonie) ligesom en bydel i nutidens Hanved (Hanved Sogn).